# Braunia delavayi
Braunia delavayi là một loài Rêu trong họ Hedwigiaceae. Loài này được Besch. mô tả khoa học đầu tiên năm 1892.